# خانه حاج سید حیدر عظیمی
منزل حاج سید حیدر عظیمی مربوط به دوره قاجار است و در یزد، ابرکوه، خیابان شیهد بهشتی، کوچه بازار، جنب تکیه چهارده معصوم واقع شده و این اثر در تاریخ ۲۸ اسفند ۱۳۸۵ با شمارهٔ ثبت ۱۸۶۶۹ به‌عنوان یکی از آثار ملی ایران به ثبت رسیده است.